# Mongolska planota
Mongolska planota je del Srednjeazijske planote, ki leži med 37°46′-53°08′N in 87°40′-122°15′E in ima površino približno 3.200.000 kvadratnih kilometrov. Planota se razprostira na približno pravokotnem območju z več kot 2000 × 1000 km od gorovja Tjanšan v Srednji Aziji, omejuje jo gorovje Veliki Hingan na vzhodu, gorovje Jin na jugu in planota Ordos na Rumeni reki, gorovje Altaj na zahodu ter gore Sajan in Khenti na severu. Na jugovzhodu se njegovo vznožje razteza približno 200 km od Pekinga in je bilo v preteklosti utrjeno z » velikim zidom«. Je ena največjih planot v Aziji, ki obsega puščavo Gobi in okoliške visokogorske suhe stepe in je za Tibetansko planoto največja planota v srednji in vzhodni Aziji. Je na nadmorski višini približno 1000 do 1500 metrov, z najnižjo točko v Hulunbuirju in najvišjo točko na Altaju. Gore, ki obkrožajo veliko planoto, so visoke od 3000 do 5000 m.
Podolgovata, valovita planota ima zelo suho podnebje ter značaj puščav in step. Količina padavin znaša 200 mm na leto. Temperatura se zelo spreminja. V Ulan Batorju je na primer povprečna temperatura januarja −26 °C, julija pa +17 °C.
Redka vodna telesa so skoraj izključno celinske reke, ki v spodnjem toku presahnejo. V nekaterih primerih se planota spremeni v gore, v njenem geografskem središču pa jo prečkajo gorske verige Gobi-Altaj (vrhovi do 2800 m). V vzhodni Mongoliji so na planoti nastala številna slana močvirja, od katerih se nekatera prek reke Čerlen izlivajo v Amur. Jugovzhod, planota Notranje Mongolije, leži na ozemlju Kitajske in se delno izliva v Rumeno morje.
Planota je suha stepa, porasla s kratko travo; razvita je nomadska živinoreja (ovce, koze, krave, konji in kamele). Kmetijstvo je omejeno s podnebnimi razmerami; Pridelujejo se pšenica, oves in druga žita ter zelenjava. Na namakanih območjih Notranje Mongolije gojijo sladkorno peso in oljnice. Mongolski del planote proizvaja premog (Sain Šan), medtem ko kitajski del proizvaja premog in železovo rudo (Baotou). Poleg tega so tu še baker, molibden, fluorit, uran, zlato, srebro in drugi minerali.
Politično planota obsega celotno Mongolijo, skupaj z deli Kitajske in Rusije. Notranja Mongolija in deli Džungarije bazena v Šindžjangu obsegajo kitajski del planote. V Rusiji planota tvori Transbajkal, del Burjatije in južno Irkutsko oblast. Mongolska planota obsega večino območja, znanega kotmongolsko osrčje. Čez planoto tečeta reki Selenga in Kerulen. Samo na kitajskem delu planote je več kot 220 slanih jezer.

## Zgodovina
Planoto so naselile in osvojile različne skupine, vključno (kronološko) Šjongnu, Šjanbei, Gokturki, dinastija Tang, dinastija Liao, Mongolsko cesarstvo, dinastija Juan, dinastija Severni Juan in dinastija Čing.
Severne predele planote danes naseljujejo predvsem Mongoli, na samem zahodu pa Kazahstanci. Prebivalstvo Notranje Mongolije je 4/5 Kitajcev (Han). Planota je gospodarsko relativno nerazvita.
Transmongolska železnica, dokončana leta 1955, povezuje Ulan Bator, ki je na severu planote, z ruskim mestom Ulan-Ude in kitajskim mestom Erenhot.

## Spreminjanje okolja
Med letoma 1980 in 2010 so naraščajoče globalne temperature in neposredna človeška dejavnost (zlasti uporaba jezerske vode za rudarstvo in kmetijstvo) prispevali k znatni izgubi jezerske površine po vsej planoti. Jezeri Qagaan Nurr in ŠinKai sta se v tem času skrčili za dve tretjini svoje površine, medtem ko so se druga (vključno z jezerom Huangqihai in Naiman Šihu) popolnoma posušila. Nekatere izjeme, kot sta jezero East Džujan in Had Paozi, so se povečale, vendar se je na splošno povprečna skupna površina jezer v regiji zmanjšala za 30 %.